# Ownit
Ownit är en svensk teleoperatör inom Triple-play. Företaget säljer sina tjänster via fiber till fastighetsägare, bostadsrättsföreningar och företag.  Företaget använder sig av såväl ett eget nät som andra operatörers nät.

## Historik
Ownit grundades 2004 av Johan Sundberg och Johan Ekberg. Ekberg verkar som företagets VD till Stefan Tengvall tog över 2009. Under Tengvalls tid som VD inleddes ett samarbete med Canal digital gällande förmedling av IP-TV. 
År 2011 började Viasat sända IP-TV i Ownits nät. I september 2011 förvärvade Ownit en majoritetspost i ATM Media AB som sedermera bytte namn till Ownit kabel-tv AB. . Bolaget likviderades 2013. År 2013 köptes företaget av Telenor Sverige. År 2014 började Ownit sälja bredbandstjänster i öppna fibernät. År 2019 bytte företaget logotyp. 
År 2020 lanserade företaget en tv-applikation. 